# Cristóbal Gregorio Portocarrero Osorio Villalpando y Guzmán, 5. hrabia Montijo
Cristóbal Gregorio Portocarrero Osorio Villalpando y Guzmán, 5. hrabia Montijo (ur. 2 czerwca 1693, zm. 15 czerwca 1763) – hiszpański arystokrata i dyplomata.
Ambasador Hiszpanii w Londynie w latach 1731–1735. W roku 1741 on i José de Carvajal y Lancaster byli hiszpańskimi reprezentantami na sejmie Rzeszy we Frankfurcie nad Menem.
15 kwietnia 1717 jego żoną została María Dominga Francisca Zaviera Ignacia Josefa Teresa Luisa Fausta Antonia Fernández de Córdoba y Portocarrero (1693–1747), dama dworu królowych Elżbiety Farnese i Marii Barbary Portugalskiej. Ślub odbył się w kościele św. Marcina w Madrycie.